# John Woodroffe
Sir John Woodroffe, noto anche con lo pseudonimo di Arthur Avalon (15 dicembre 1865 – 1936), è stato un orientalista britannico.
Il suo lavoro ha contribuito a promuovere in Occidente un profondo interesse per la filosofia indiana, le pratiche yoga e quelle tantriche.

## Vita
Nato il 15 dicembre 1865 come primogenito di James Tisdall Woodroffe, avvocato generale del Bengala e di sua moglie Florence, venne educato alla Woburn Park School ed in seguito allo University College di Oxford, dove si laurea in giurisprudenza. Nel 1890 si trasferisce in India dove lavora come avvocato a Calcutta, nella High Court, che arriva a presiedere come Capo della Corte di Giustizia nel 1915. Oltre ai suoi doveri giudiziari studiò sanscrito e filosofia indù, interessandosi particolarmente di una branca dell'Induismo esoterico nota come la "Shakti Tantrica". Tradusse una ventina di testi originali dal Sanscrito, tenne conferenze sulla filosofia indiana e pubblicò diversi volumi, spaziando dallo Yoga ai Tantra. La sua opera più popolare e influente è il libro "Il Potere del Serpente (The Serpent Power) del (1917), importante contributo all'apprezzamento della spiritualità e della filosofia indiana, ancor'oggi fonte di interesse per gli occidentali dediti alla pratica del Kundalini yoga, argomento che prima della pubblicazione del libro godeva di scarsissima divulgazione scritta. Rientrato in Inghilterra trascorse i suoi ultimi anni in Francia dove morì nel 1936.

## Studi sanscriti
Insieme ai suoi doveri di avvocato studiò sanscrito e filosofia indiana ed era particolarmente interessato nel Tantra indiano. Tradusse venti testi sanscriti dall'originale e, sotto lo pseudonimo di Arthur Avalon, pubblicò e tenne conferenze sulla filosofia indiana e su un'ampia varietà di tematiche collegate allo Yoga ed al Tantra.
T.M.P. Mahadevan scrisse: "Pubblicando testi originali sanscriti e saggi sui differenti aspetti dello shaktismo, dimostrò che la religione ed il culto hanno alle spalle una profonda filosofia e che non vi è niente di irrazionale ed oscurantista sulle tecniche di culto raccomandate."
Urban (2003: p. 135) identifica Woodroffe come l'apologeta di una società pudica per i Tantra che egli tradusse in inglese:
"Mentre manteneva il suo profilo pubblico di giudice e studioso di legge britannica e indiana, Woodroffe era anche nel privato uno studente dei tantra, che pubblicò un vasto corpus di testi e traduzioni facendo da pioniere per i moderni studi accademici sul Tantra in occidente. Inoltre Woodroffe fu anche un apologeta, che difese i Tantra contro i loro molti critici dimostrando che essi rappresentano un sistema filosofico nobile, puro, ed etico in accordo di base con i Veda ed i Vedanta."

## Opere
- (EN)  Arthur Avalon, The Serpent Power. London: Luzak & Co, 1919, (All India Press, Pondicherry, 1989 (14 ed.) — 500 p. ISBN 8185988056.
- (EN)  Arthur Avalon, Tantra of the great liberation - Mahanirvana Tantra, Dover publications, New York 1972, ISBN 0-486-20150-3
- (EN)  Arthur Avalon, Shakti and Shakta. Essays and Adresses on the Tantra Shastra. Madras: Ganesh & Co, 1917 (1951, 4 ed.) 750 p.p. ISBN 818598803X.
- (EN)  Arthur Avalon, The World As Power. Reality, Life, Mind, Matter, Causality and Continuity. 1957. 2 ed. 414 p.p. ISBN 1406777064.
- (EN)  Arthur Avalon, Principles of Tantra (2 vols) ISBN 8185988145.
- (EN)  Arthur Avalon, Kamakalavilasa. Text, translation and commentary. — Madras: Ganesh & Co, 1953 (2 ed.)
- (EN)  Arthur Avalon, Kulachudamani Nigama. Text and Introduction by A. K. Maitra. 1956. — (2 ed.).
- (EN)  Arthur Avalon, Introduction to the Tantra Śāstra. Madras: Ganesh & Co, 1956 (3 ed.), 152 p. ISBN 8185988110.
- (EN)  Arthur Avalon, Tantra of the Great Liberation (Mahānirvāna Tantra). London: Luzak & Co, 1913, 359 p. (Madras, 1929) , ISBN 0897440234 (1913).
- (EN)  Arthur Avalon, Tantraraja Tantra. A short analysis. With a preface of Yogi Shuddhananda Bharati — Madras: Ganesh &Co, 1954 (2 ed) XIX + 117 p.p.
- (EN)  Arthur Avalon, Principles of Tantra. Tantra Tattva. London: Luzak & Co, 1914—1916; Madras: Ganesh & Co, 1952 (2 ed.) 1200 p.p. ISBN 8185988145.
- (EN)  Arthur Avalon, Hymns to the Goddess. From Tantras and Stotras of Shankaracharya. — London: Luzak & Co, 1913 (Madras: Ganesh &Co, 1953. (2 ed.))
- (EN)  Arthur Avalon, Hymn to Kali (1 ed.), 1922 (London, Luzac & Co.); (Karpuradi Stotra). Text, translation and commentary. — Madras: Ganesh & Co, 1953 (2 ed.)
- (EN)  Arthur Avalon, Mahamaya. The World As Power: Consciousness. 1922. (1957 — 2 ed.) — 350 p.p. ISBN 1406777064.
- (EN)  Arthur Avalon, The Garland of Letters (Varnamala). Studies in the Mantra-Śāstra. ISBN 8185988129.
- (EN)  Arthur Avalon, Bharati Shakti: Essays and Addresses on Indian Culture
- (EN)  Arthur Avalon, India: Culture and Society
- (EN)  Arthur Avalon, Is India Civilized? Essays on Indian Culture
- (EN)  Arthur Avalon, Mahanirvana Tantra (Tantra of the Great Liberation).
- (EN)  Arthur Avalon, Wave of Bliss. Anandalahari. Text, translation and commentary. — London: Luzak & Co, 1916 (Madras: Ganesh & Co, 1953 (4 ed.))
- (EN)  Arthur Avalon, Isopanoshad. With a new commentary by Kaulacharya Satyananda. Text, translation and commentary. — Madras: Ganesh & Co, (2 ed.), 1953 — 64 p. + 28p.
- (EN)  Arthur Avalon, Origin of the Vajrayana Devatas. — London: Luzak & Co, 1917.
- (EN)  Arthur Avalon, Greatness of Shiva. Mahimnastava of Pushpadanta. Text, translation and commentary. — London: Luzak & Co. (Madras: Ganesh & Co, 1952 (2 ed.))
- (FR)  Arthur Avalon, Quelques concepts Foundamentaux des Hindous. — London: Luzak & Co, 1918.
- (EN)  Arthur Avalon, Studies in Mantra Shastra. — London: Luzak & Co, 1917. «Garland of Letters. Varnamala. Studies in Mantra Shastra». With an introduction of T. M. P. Mahadevan. — Madras: Ganesh & Co, 1951 (2 ed.).